# I So-jon
I So-jon (* 2. červen 1978 Kwangdžu, Jižní Korea) je jihokorejská astronautka a biotechnoložka, která se stala prvním občanem Jižní Koreje, který letěl do vesmíru. Jižní Korea zaplatila za místo v lodi Rusku přes 20 milionů dolarů.

## Vzdělání
Vystudovala mechaniku na KAIST, kde získala bakalářský i magisterský titul. Poté pokračovala ve studiu v doktorském programu se zaměřením na biotechnologie. Doktorát získala v roce 2008. Dále studovala MBA program na Kalifornské univerzitě v Berkeley.

## Let do vesmíru
Svoji příležitost dostala po odvolání nominovaného Ko Sana za jeho prohřešek proti bezpečnostním pravidlům. Start se konal 4. dubna 2008 pomocí kosmické lodě Sojuz TMA-12. Partnery na lodi byli ruští kosmonauti Oleg Kononěnko a Sergej Volkov. Trojice letěla na Mezinárodní kosmickou stanici ISS, kroužící po orbitě Země.
U startu z kazašského Bajkonuru byli přítomni oba její rodiče.[zdroj?] Na stanici v době příletu již působili Jurij Malečenko a Američané Peggy Whitsonová a Garret Reisman. Po prodlouženém pobytu pak v lodi TMA-11 spolu s Malečenkem a Whitsonovou odletěla zpět k Zemi, přistáli s problémy na území Kazachstánu. Nerozpojily se totiž včas části lodi, kabina vlétla do atmosféry obráceně po nouzové, strmé balistické dráze, i po srovnání však rozpálená, ohněm obklopená kabina zapálila v místě přistání step. Na ISS zůstala stálá posádka ve složení Kononěnko, Volkov a Reisman.
- Sojuz TMA-12, ISS, Sojuz TMA-11 (4. dubna 2008 – 19. dubna 2008)